# Caprino Veronese
Pour les articles homonymes, voir Caprino et Véronèse (homonymie).
Caprino Veronese est une commune de la province de Vérone dans la région Vénétie en Italie.

## Administration
| Période                                  | Période  | Identité                | Étiquette | Qualité |
| ---------------------------------------- | -------- | ----------------------- | --------- | ------- |
| 14 juin 2004                             | En cours | Stefano Maurizio Sandri |           |         |
| Les données manquantes sont à compléter. |          |                         |           |         |

### Hameaux
Spiazzi, Pesina

### Communes limitrophes
Brentino Belluno, Costermano, Ferrara di Monte Baldo, Rivoli Veronese, San Zeno di Montagna

### Jumelages
- Saulieu (France)
- Gau-Algesheim (Allemagne)

## Personnalité
Giovanni Pettenella (1943-2010), coureur cycliste sur piste, champion olympique en 1964, est né à Caprino Veronese.